# Hillsboroughramp
De Hillsboroughramp werd aan het begin van een voetbalwedstrijd veroorzaakt door een overvloed van toeschouwers waardoor meerdere mensen werden verpletterd in de tribunes. Ze vond plaats op 15 april 1989 in het Hillsboroughstadion, de thuishaven van Sheffield Wednesday FC in Sheffield, Engeland.
De stormloop resulteerde in de dood van 97 Liverpool FC-fans, het jongste slachtoffer was tien jaar oud en het oudste was zevenenzestig jaar. 95 supporters stierven ter plekke, de 96e stierf vier jaar later toen de medische apparatuur die hem in leven moest houden, werd uitgezet. Het 97e slachtoffer stierf 32 jaar later, op 28 juli 2021, aan zijn verwondingen.
Het is de ernstigste ramp in de Engelse voetbalgeschiedenis. De gebeurtenis was, na het Heizeldrama in 1985, de tweede stadionramp op een paar jaar tijd waar supporters van Liverpool FC bij betrokken waren.
De wedstrijd werd gespeeld in de halve finale van de FA Cup tussen Liverpool FC en Nottingham Forest FC. Het duel werd al in de zesde minuut van de eerste helft gestaakt.
Naar aanleiding van deze ramp werden in de hoogste competities van Engeland alle hekken in de stadions verwijderd en de staanplaatsen vervangen door zitplaatsen. Stadions op het vasteland van Europa volgden niet veel later.
In april 2016 oordeelde een jury dat de doden een gevolg waren van fouten veroorzaakt door falen van de politie. De supporters trof geen blaam. Op 28 juni 2017 werden zes voormalige politiechefs en een advocaat van de politie in staat van beschuldiging gesteld in verband met de ramp.
Sinds eind jaren '90 ijverden supportersfederaties om staanplaatsen opnieuw toe te staan, want supporters staan liever dan dat ze zitten, want zo kunnen ze hun emoties beter uiten. Pas meer dan dertig jaar na het drama wordt een proefproject opgestart in Engeland om staanplaatsen opnieuw toe te staan. Onder strenge maatregelen starten Manchester City FC, Manchester United FC, Chelsea FC, Tottenham Hotspur FC en Championship club (tweede profniveau Engeland) Cardiff City FC vanaf januari 2022 weer met staanplaatsen. Als de proef slaagt, zullen er vanaf het seizoen 2022/23 mogelijk meer clubs ze kunnen aanbieden. In het buitenland gebeurde dat al veel eerder.

## Monument
Tien jaar na de ramp werd een monument bij de toegang van het stadion onthuld. De tekst erop luidt: 